# Европско првенство у атлетици на отвореном 1954 — скок увис за жене
Такмичење у скоку увис у женској конкуренцији на 5. Европском првенству у атлетици 1954. одржано је 25. и 28. августа на Стадиону Neufeld у Берну (Швајцарска)..
Титулу освојену у Бриселу 1950 бранила је Шејла Лервил из Уједињеног Краљевства.

## Земље учеснице
Учествовало је 14 такмичарки из 9 земаља.
1. Аустрија (2)
2. Бугарска (1)
3. Западна Немачка (2)
4. Румунија (1)
5. СССР (2)
6. Уједињено Краљевство (2)
7. Француска (1)
8. Чехословачка (2)
9. Шведска (1)

## Рекорди
| Рекорди пре почетка Европског првенства 1954.     | Рекорди пре почетка Европског првенства 1954. | Рекорди пре почетка Европског првенства 1954. | Рекорди пре почетка Европског првенства 1954. | Рекорди пре почетка Европског првенства 1954. | Рекорди пре почетка Европског првенства 1954. |
| ------------------------------------------------- | --------------------------------------------- | --------------------------------------------- | --------------------------------------------- | --------------------------------------------- | --------------------------------------------- |
| Светски рекорд                                    | Фани Бланкерс-Кун                             | Холандија                                     | 1,71                                          | Амстердам, Холандија                          | 30. мај 1943.                                 |
| Европски рекорд                                   | Фани Бланкерс-Кун                             | Холандија                                     | 1,71                                          | Амстердам, Холандија                          | 30. мај 1943.                                 |
| Рекорди европских првенстава                      | Ибоља Чак                                     | Мађарска                                      | 1,64                                          | Беч, Аустрија                                 | 18. септембар 1938.                           |
| Рекорди европских првенстава                      | Нели ван Бален-Бланкен                        | Холандија                                     | 1,64                                          | Беч, Аустрија                                 | 18. септембар 1938.                           |
| Рекорди европских првенстава                      | Феодора Солмс                                 | Немачка                                       | 1,64                                          | Беч, Аустрија                                 | 18. септембар 1938.                           |
| Рекорди после завршеног Европског првенства 1954. |                                               |                                               |                                               |                                               |                                               |
| Рекорди европских првенстава                      | Телма Хопкинс                                 | Велика Британија                              | 1,65                                          | Берн, Швајцарска                              | 28. август 1954.                              |
| Рекорди европских првенстава                      | Јоланда Балаш                                 | Румунија                                      | 1,65                                          | Берн, Швајцарска                              | 28. август 1954.                              |
| Рекорди европских првенстава                      | Телма Хопкинс                                 | Велика Британија                              | 1,67                                          | Берн, Швајцарска                              | 28. август 1954.                              |

## Освајачи медаља
|                                      |                        |                               |
| Телма Хопкинс · Уједињено Краљевство | Јоланда Балаш Румунија | Олга Модрахова · Чехословачка |

## Резултати

### Квалификације
У квалификацијама било је 14 такмичарки. Квалификациона норма за финале износила је 1,50 м (КВ) коју су прескочиле све такмичарке тако су и све ушле у финале.
| Пласман | Група | Атлетичарка       | Земља                | Резултат | Белешке |
| ------- | ----- | ----------------- | -------------------- | -------- | ------- |
| 1.      | -     | Шејла Лервил      | Уједињено Краљевство | 1,50     | КВ      |
| 2.      | -     | Анка Русева       | Бугарска             | 1,50     | КВ, ЛРС |
| 3.      | -     | Александра Чудина | СССР                 | 1,50     | КВ      |
| 4.      | -     | Рајнелде Кнап     | Аустрија             | 1,50     | КВ      |
| 5.      | -     | Јоланда Балаш     | Румунија             | 1,50     | КВ      |
| 6.      | -     | Берта Саблатниг   | Аустрија             | 1,50     | КВ, ЛР  |
| 7.      | -     | Гунхилд Ларкинг   | Шведска              | 1,50     | КВ      |
| 8.      | -     | Људмила Мочилина  | СССР                 | 1,50     | КВ      |
| 9.      | -     | Урсула Шмикле     | Западна Немачка      | 1,50     | КВ      |
| 10.     | -     | Олга Модрачова    | Чехословачка         | 1,50     | КВ      |
| 11.     | -     | Симон Пероне      | Француска            | 1,50     | КВ      |
| 12.     | -     | Лидушка Ајглова   | Чехословачка         | 1,50     | КВ      |
| 13.     | -     | Телма Хопкинс     | Уједињено Краљевство | 1,50     | КВ      |
| 14.     | -     | Рената Крејмер    | Западна Немачка      | 1,50     | КВ      |

### Финале
| Пласман | Такмичарка        | Земља                | Време | Белешке     |
| ------- | ----------------- | -------------------- | ----- | ----------- |
|         | Телма Хопкинс     | Уједињено Краљевство | 1,67  | РЕП         |
|         | Јоланда Балаш     | Румунија             | 1,65  | РЕП, НР, ЛР |
|         | Олга Модрачова    | Чехословачка         | 1,63  |             |
| 4.      | Гунхилд Ларкинг   | Шведска              | 1,63  | НР, ЛР      |
| 5.      | Шејла Лервил      | Уједињено Краљевство | 1,60  |             |
| 6.      | Александра Чудина | СССР                 | 1,60  | ЛРС         |
| 7.      | Лидушка Ајглова   | Чехословачка         | 1,55  |             |
| 8.      | Рената Крејмер    | Западна Немачка      | 1,55  |             |
| 9.      | Урсула Шмикле     | Западна Немачка      | 1,55  |             |
| 10.     | Људмила Мочилина  | СССР                 | 1,55  |             |
| 11.     | Рајнелде Кнап     | Аустрија             | 1,55  |             |
| 12.     | Симон Пероне      | Француска            | 1,55  |             |
| 13.     | Берта Саблатниг   | Аустрија             | 1,50  |             |
| 14.     | Анка Русева       | Бугарска             | 1,50  |             |

## Укупни биланс медаља у скоку увис за жене после 5. Европског првенства 1938—1954.[4]
|    | Земља                | Злато | Сребро | Бронза | Укупно |
| -- | -------------------- | ----- | ------ | ------ | ------ |
| 1. | Уједињено Краљевство | 2     | 1      | 0      | 3      |
| 2. | Француска            | 1     | 0      | 0      | 1      |
| 2. | Мађарска             | 1     | 0      | 0      | 1      |
| 4. | Совјетски Савез      | 0     | 1      | 1      | 2      |
| 5. | Холандија            | 0     | 1      | 0      | 1      |
| 5. | Румунија             | 0     | 1      | 0      | 1      |
| 7. | Данска               | 0     | 0      | 1      | 1      |
| 7. | Чехословачка         | 0     | 0      | 1      | 1      |
| 7. | Немачка              | 0     | 0      | 1      | 1      |
|    | Укупно {9}           | 4     | 4      | 4      | 12     |

|                                       | Атлетичарка                           | Земља                                 | Злато                                 | Сребро                                | Бронза                                | Укупно                                |
| Није био вишеструких освајача медаља. | Није био вишеструких освајача медаља. | Није био вишеструких освајача медаља. | Није био вишеструких освајача медаља. | Није био вишеструких освајача медаља. | Није био вишеструких освајача медаља. | Није био вишеструких освајача медаља. |
| ------------------------------------- | ------------------------------------- | ------------------------------------- | ------------------------------------- | ------------------------------------- | ------------------------------------- | ------------------------------------- |